# امباجیپتا
امباجیپتا (به انگلیسی: Ambajipeta) یک منطقهٔ مسکونی در هند است که در آندرا پرادش واقع شده‌است.